# Zaretchnoïe (raïon d'Arzamas)
Zaretchnoïe (Заре́чное, ce qui signifie au bord de la rivière) est un petit village de Russie situé dans le raïon d'Arzamas de l'oblast de Nijni Novgorod. Il dépend du conseil rural de Beriozovka.

## Géographie
Le village se trouve sur la rive gauche de la Tiocha à 4 km au sud de la ville d'Arzamas et à un peu plus d'1 km au sud-ouest de Beriozovka.

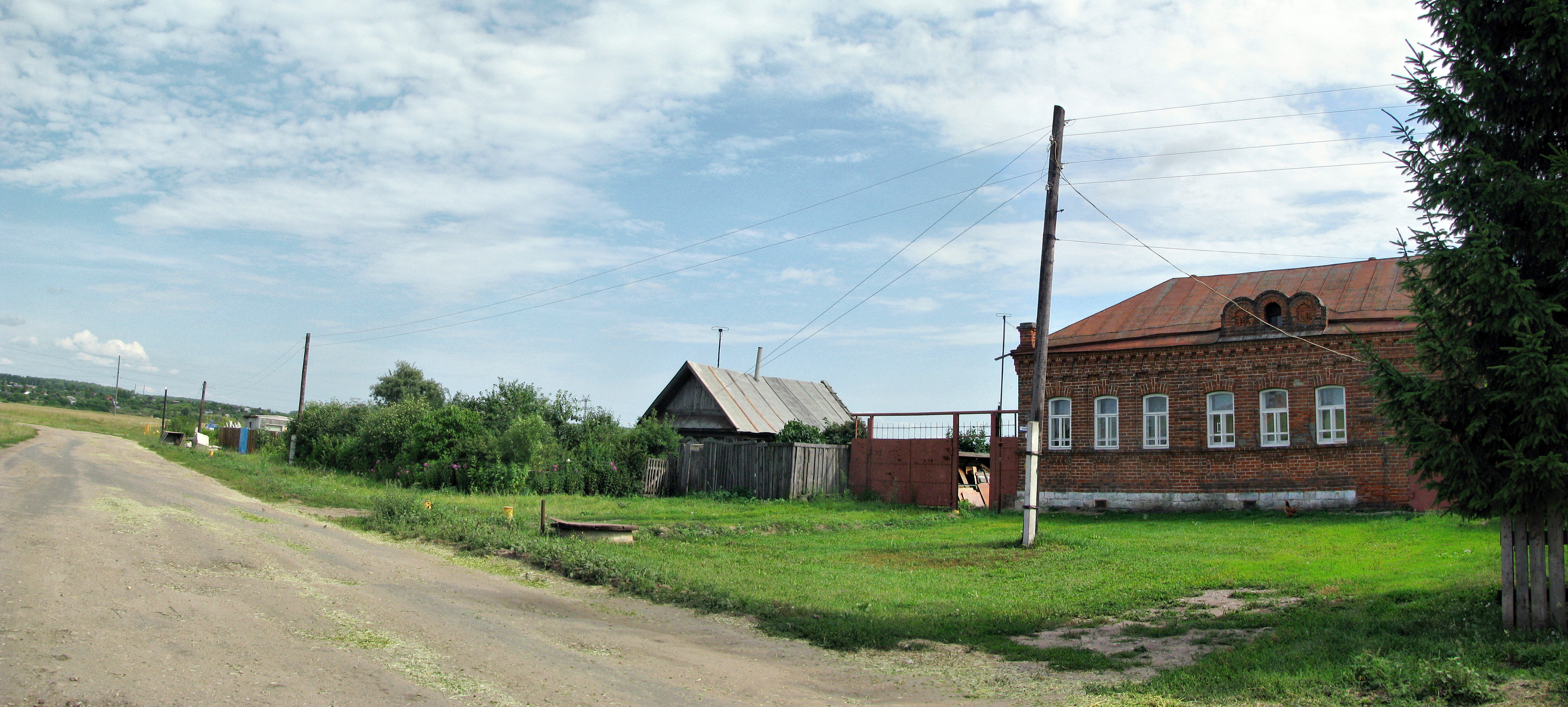
Au bord de la route
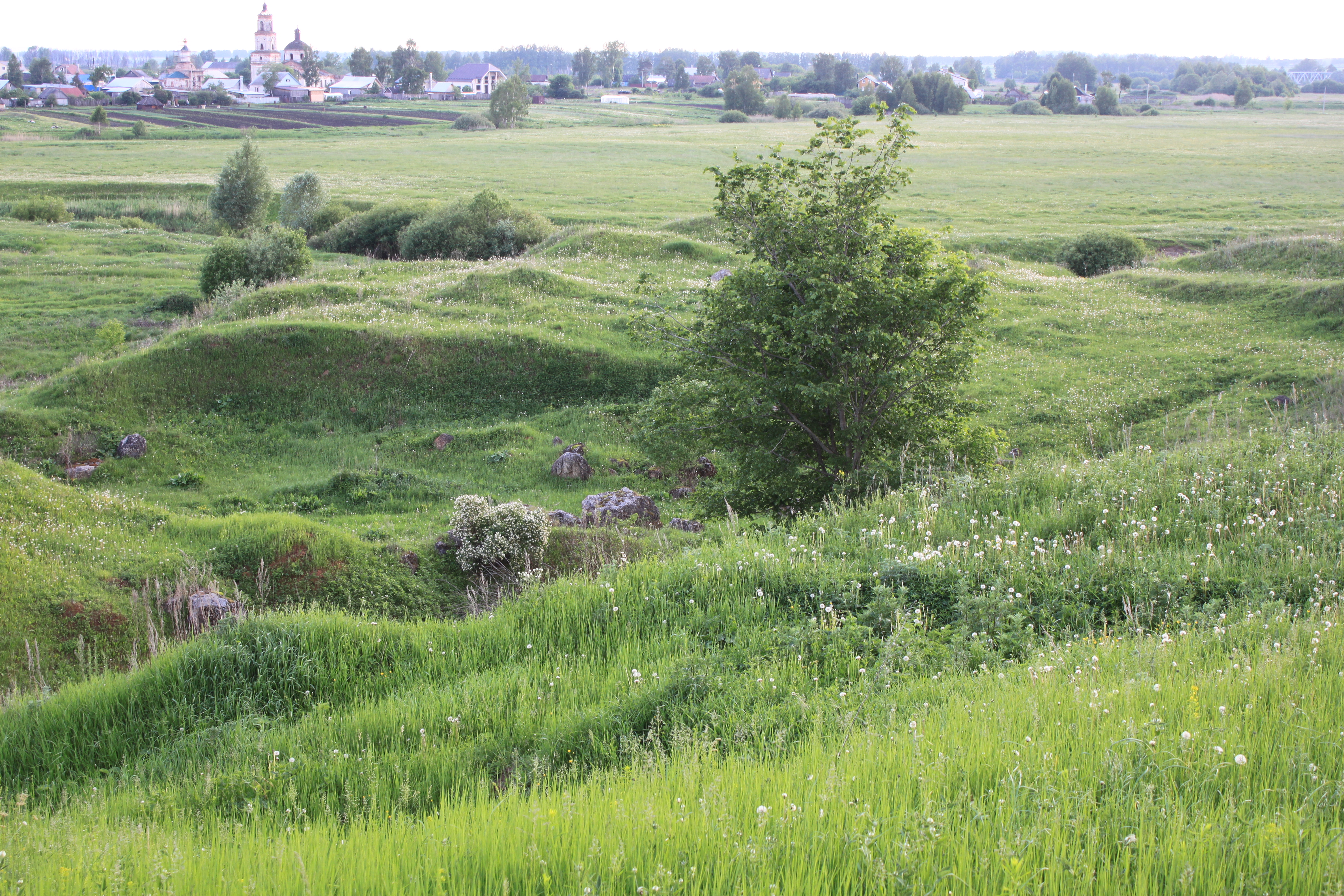
Le village au loin
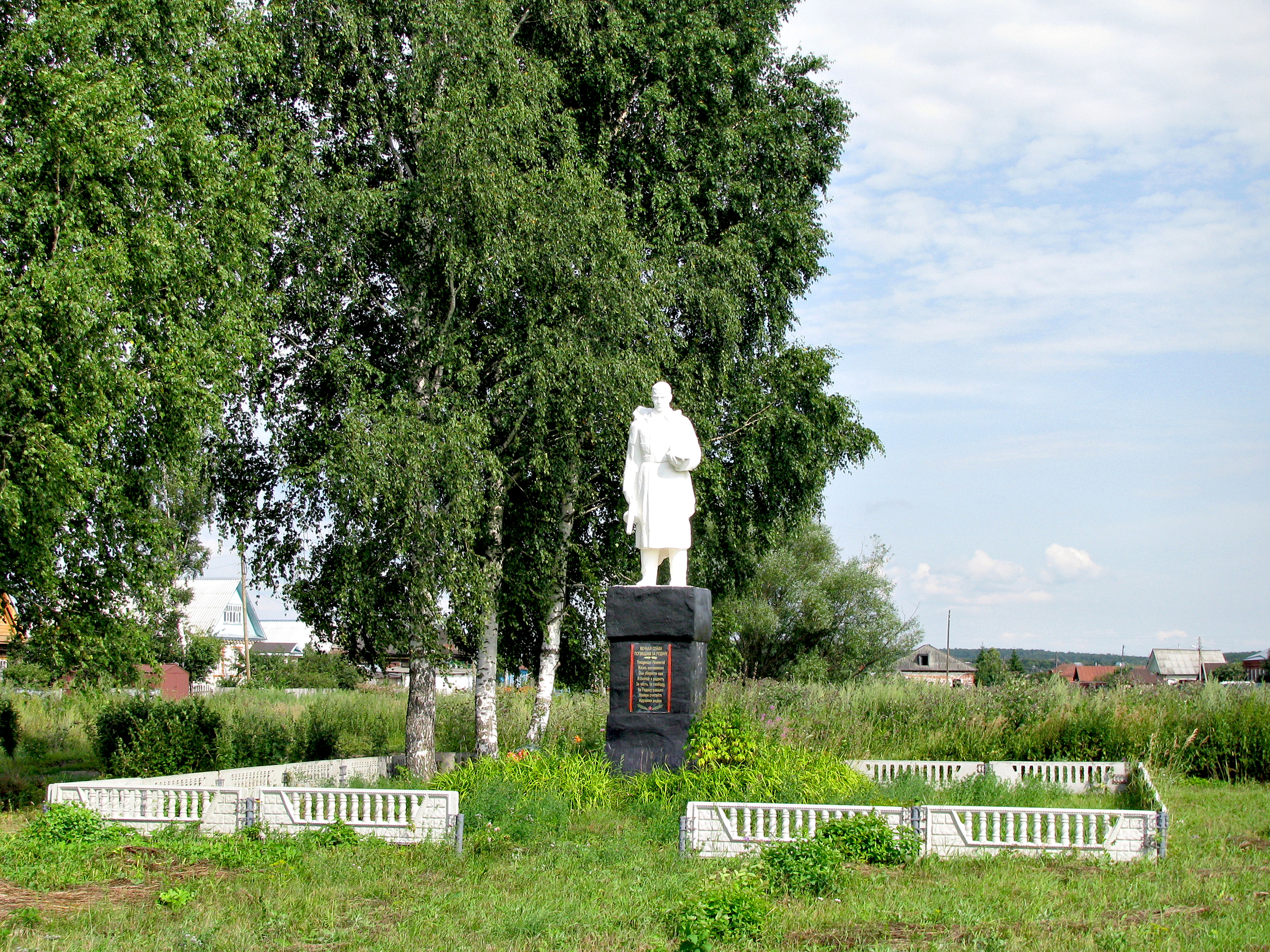
Monument aux morts de la Grande Guerre patriotique
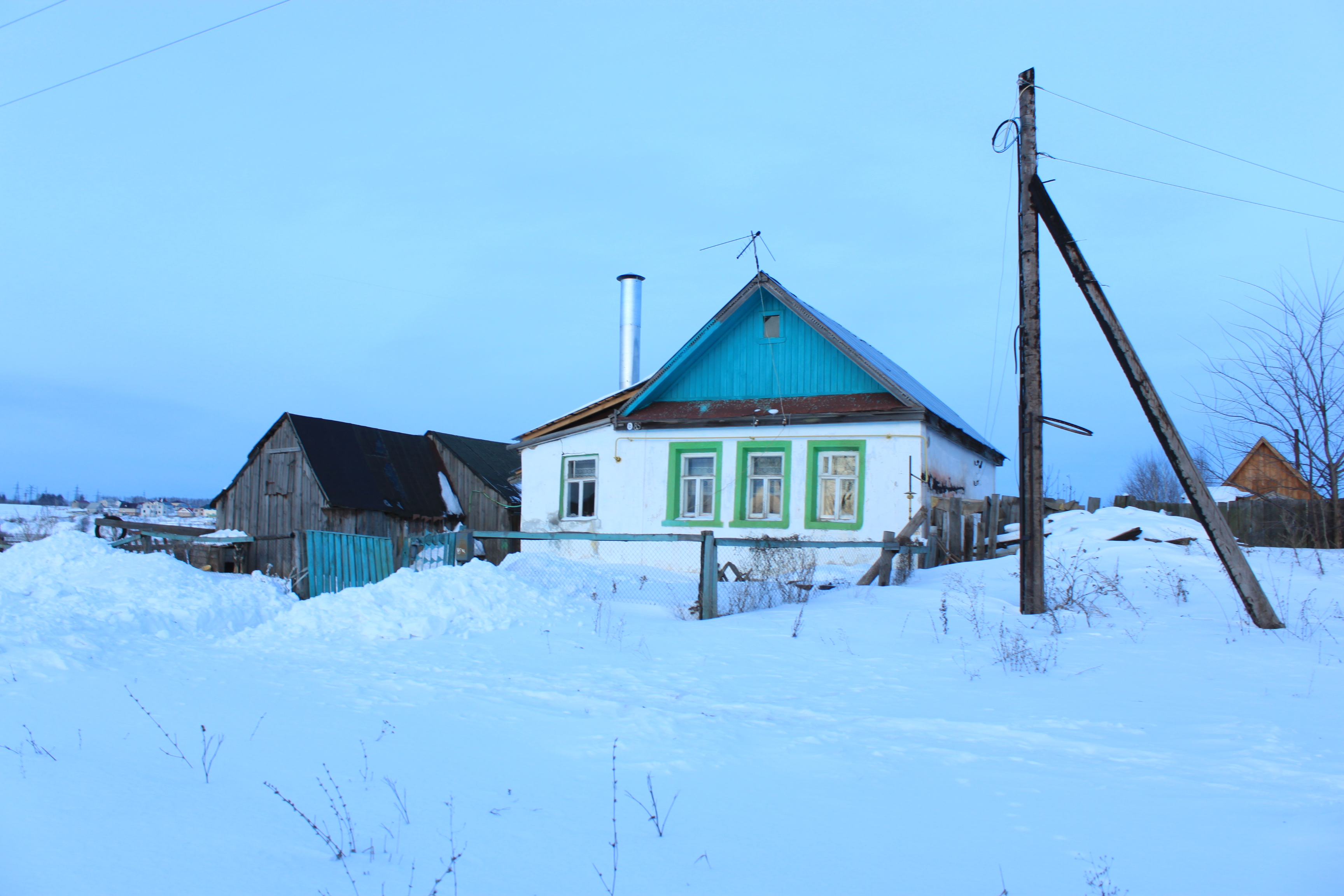
Izba en hiver

## Histoire
Le village de Iamskaïa Sloboda est organisé en 1929 en artel coopératif au sein du kolkhoze Staline (regroupant les villages environnants). Le présidium du soviet du raïon d'Arzamas décide en avril 1931 de renommer le village de Iamskaïa Sloboda en Stalino. Il prend le nom de Zaretchnoïe en 1962 au cours de la déstalinisation de l'URSS.
À partir du mois de mai 1935, l'écrivain Arkadi Gaïdar y a passé tout l'été dans une datcha louée pour écrire sa fameuse nouvelle La Tasse bleue.

## Population à l'année
- 1999 : 82 habitants
- 2002 : 53 habitants
- 2010 : 72 habitants

La population augmente pendant la belle saison grâce aux estivants et aux datchas de week-end des habitants d'Arzamas.

## Églises
Le village est fameux pour ses deux églises côte à côte (une église d'hiver et une église d'été) inscrites au patrimoine architectural, ainsi que le haut clocher qui les sépare:
- Église de la Sainte-Trinité construite en style néoclassique en 1834, en cours de restauration depuis 2021. On y trouve des restes de fresques à l'intérieur.
- Église Saint-Michel-Archange, construite en 1784, restaurée à partir de 2020. Des prières y ont lieu; elle a été rendue à l'éparchie de Nijni Novgorod et dessert aussi Beriozovka.

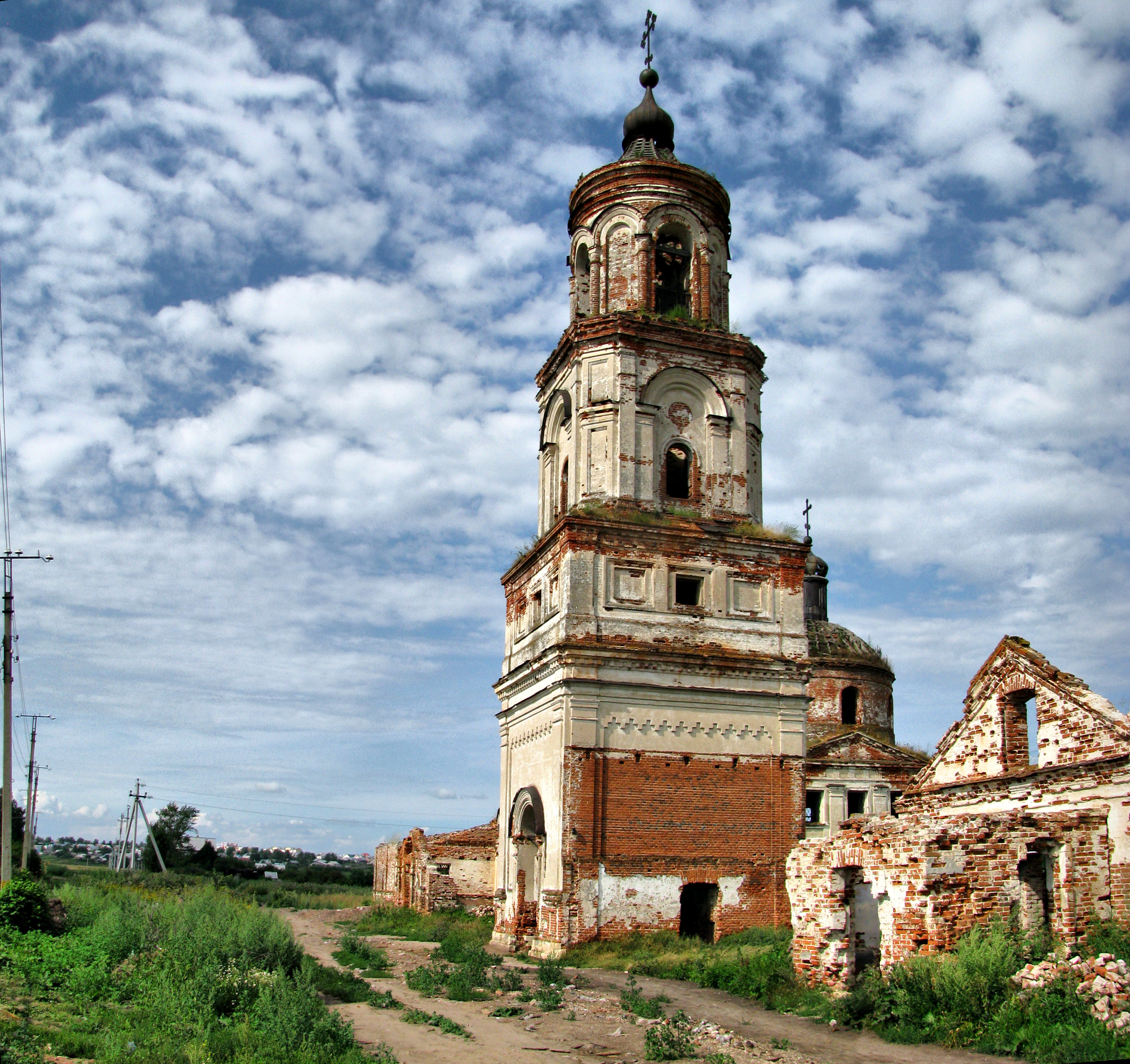
Le clocher
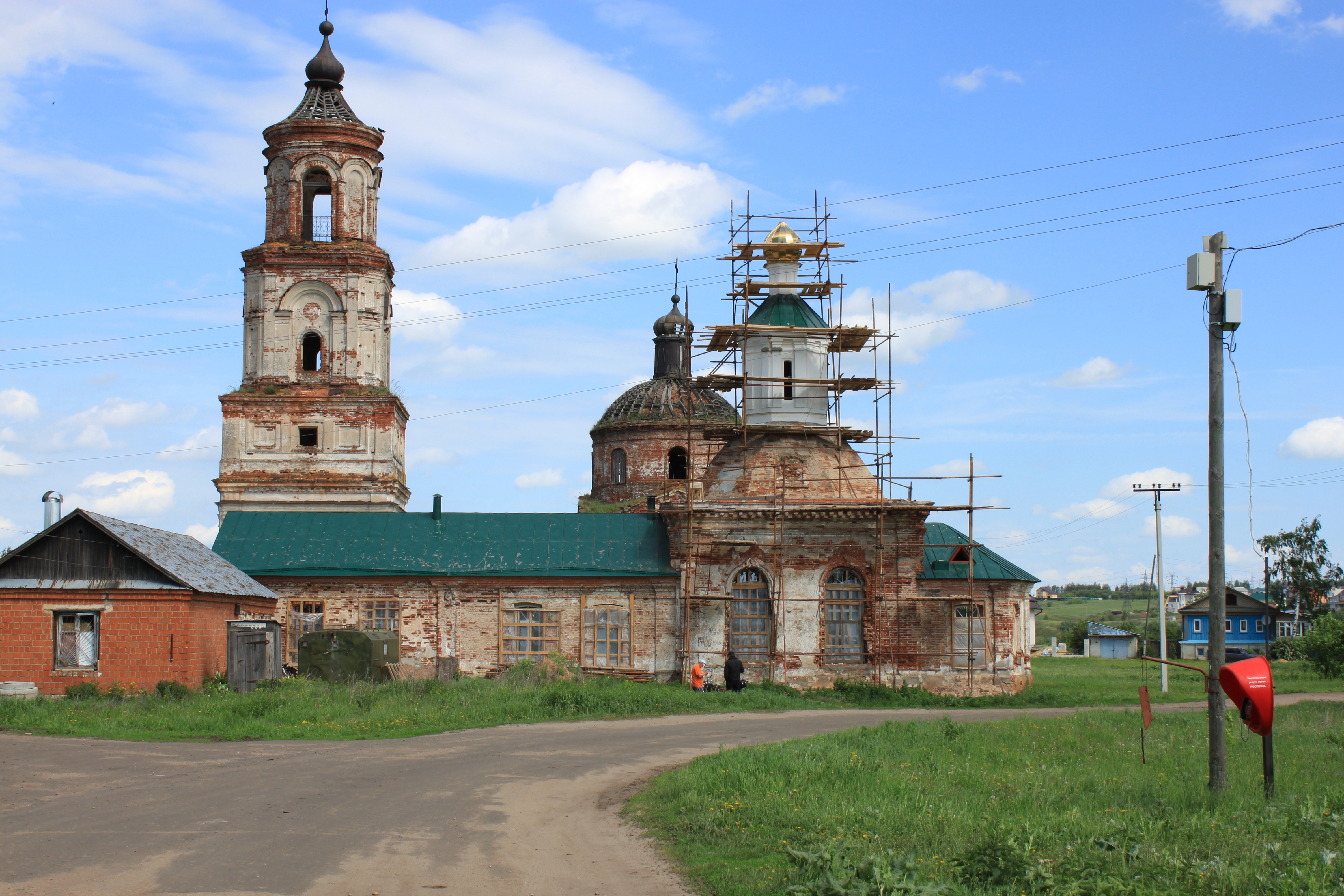
L'église Saint-Michel-Archange en cours de restauration
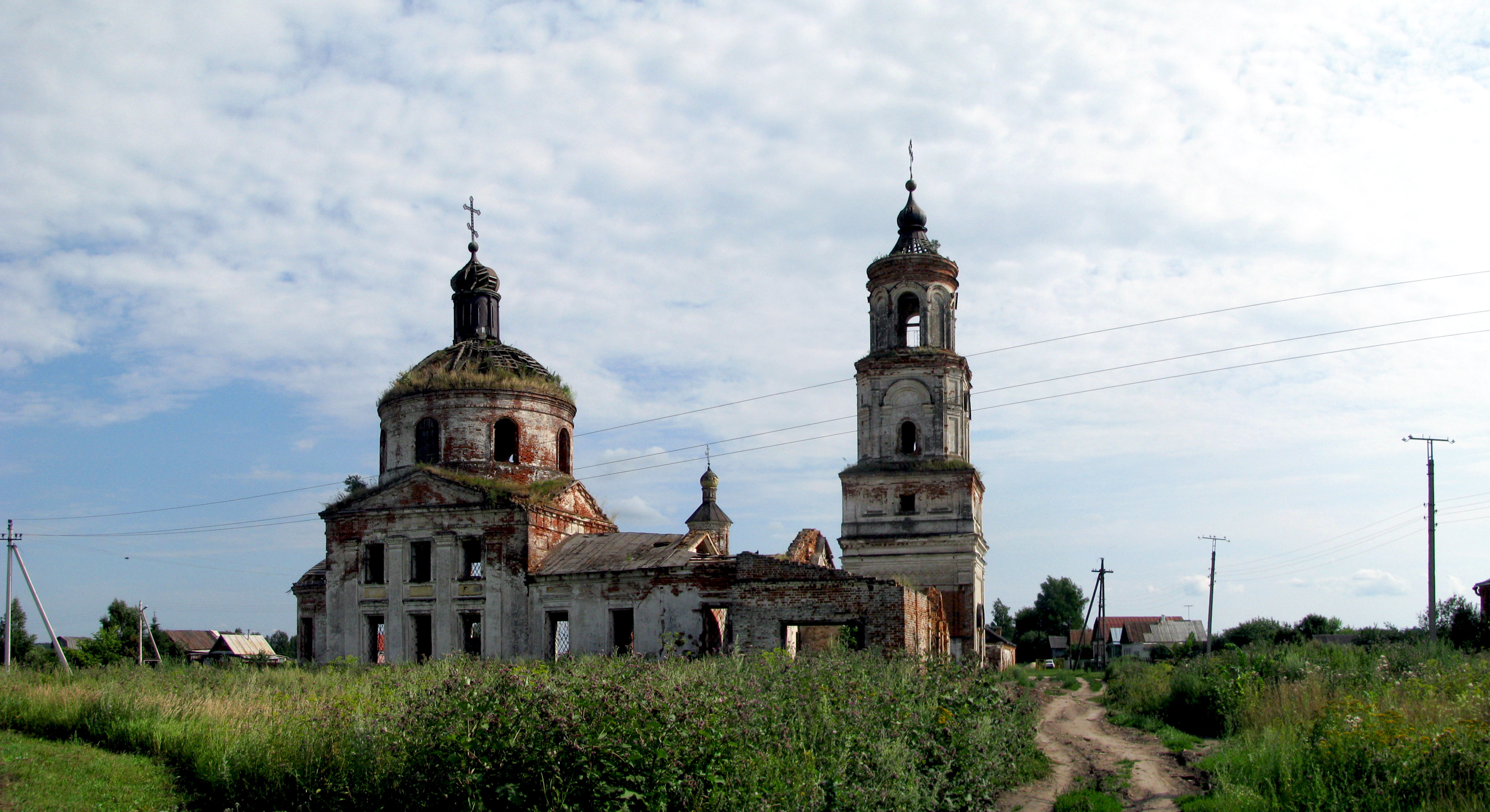
L'église de la Sainte-Trinité avant restauration